# Harry Ayres (Bergsteiger)
Horace Henry Ayres, besser bekannt als Harry Ayres, (* 31. Juli 1912 in Christchurch, Neuseeland; † Sommer 1987 in Lyttelton Harbour, Neuseeland) war ein Bergsteiger und Gebirgsführer.
Ayres wuchs in armen Verhältnissen auf. Er hatte kein gutes Verhältnis zu seinem Vater. Seine Mutter starb 1924, als er 12 Jahre alt war. Mit 16 begab sich Ayres an die Westküste Neuseelands, wo er einige Jahre als Bauernhof- und Gleisaufbauarbeiter tätig war. Später trat er mitunter kürzere Beschäftigungen an, da er auf Reisen zwischen den Franz-Josef-Gletschern und den Fuchsgletschern ging. Im Jahre 1931 nahm ihn der Bergsteiger Frank Alack auf längere Gebirgsreisen mit und lehrte ihn die Kunst des Bergsteigens. 1936 war Ayres ein erfahrener Gebirgsführer.
1939 heiratete er Catherine May Guise, die er nach dem Umzug an der Westküste kennengelernt hatte. Das Paar ließ sich in Waiho am Franz-Josef-Gletscher nieder. Während des Zweiten Weltkrieges diente Ayres im Pazifik, wo er wegen des Klimas große Probleme mit seiner Gesundheit hatte.
Nach dem Krieg erlangte Harry Ayres größere Popularität und wurde damals für den besten Bergsteiger Neuseelands gehalten. Sein Ruf verbreitete sich zu diesem Zeitpunkt über die Grenzen Neuseelands hinaus. Zu seinen Freunden gehörten berühmte Bergsteiger wie Edmund Hillary und Mick Sullivan. Er galt unter den Bergsteigern als entschlossen, aber dennoch vorsichtig. Mehrmals nahm er an Rettungen anderer Bergsteiger teil. 
1948 verließ ihn seine erste Ehefrau aufgrund seiner zahlreichen Frauen-Affären und seiner Spielsucht. Ein Jahr später war er mit Jeanne Ette Cammock liiert. Obwohl er als fröhlich und gesellig galt, war Ayres in Wirklichkeit unglücklich. Er verschwand am 16. Juli 1987 spurlos, seine Leiche wurde am 11. August 1987 gefunden. Es wird angenommen, dass Ayres Selbstmord begangen hat.